# Album al numero uno della classifica FIMI nel 1998
La presente lista elenca gli album che hanno raggiunto la prima posizione nella classifica settimanale italiana Artisti, stilata durante il 1998 dalla Federazione Industria Musicale Italiana, in collaborazione con Nielsen.
| Settimana    | Settimana    | Album                    | Artista             | Settimane consecutive | Settimane totali | Fonte |
| Inizio       | Fine         | Album                    | Artista             | Settimane consecutive | Settimane totali | Fonte |
| ------------ | ------------ | ------------------------ | ------------------- | --------------------- | ---------------- | ----- |
| 26 dicembre  | 1º gennaio   | Paint the Sky with Stars | Enya                | 6                     | 8                | [ 1 ] |
| 2 gennaio    | 8 gennaio    | Aquarium                 | Aqua                | 1                     | 1                | [ 1 ] |
| 9 gennaio    | 15 gennaio   | Paint the Sky with Stars | Enya                | 2                     | 8                | [ 1 ] |
| 16 gennaio   | 22 gennaio   | Paint the Sky with Stars | Enya                | 2                     | 8                | [ 1 ] |
| 23 gennaio   | 29 gennaio   | Let's Talk About Love    | Céline Dion         | 5                     | 7                | [ 1 ] |
| 30 gennaio   | 5 febbraio   | Let's Talk About Love    | Céline Dion         | 5                     | 7                | [ 1 ] |
| 6 febbraio   | 12 febbraio  | Let's Talk About Love    | Céline Dion         | 5                     | 7                | [ 1 ] |
| 13 febbraio  | 19 febbraio  | Let's Talk About Love    | Céline Dion         | 5                     | 7                | [ 1 ] |
| 20 febbraio  | 26 febbraio  | Let's Talk About Love    | Céline Dion         | 5                     | 7                | [ 1 ] |
| 27 febbraio  | 5 marzo      | Ray of Light             | Madonna             | 3                     | 3                | [ 1 ] |
| 6 marzo      | 12 marzo     | Ray of Light             | Madonna             | 3                     | 3                | [ 1 ] |
| 13 marzo     | 19 marzo     | Ray of Light             | Madonna             | 3                     | 3                | [ 1 ] |
| 20 marzo     | 26 marzo     | Let's Talk About Love    | Celine Dion         | 2                     | 7                | [ 1 ] |
| 27 marzo     | 2 aprile     | Let's Talk About Love    | Celine Dion         | 2                     | 7                | [ 1 ] |
| 3 aprile     | 9 aprile     | Yes I Know My Way        | Pino Daniele        | 3                     | 3                | [ 1 ] |
| 10 aprile    | 16 aprile    | Yes I Know My Way        | Pino Daniele        | 3                     | 3                | [ 1 ] |
| 17 aprile    | 23 aprile    | Yes I Know My Way        | Pino Daniele        | 3                     | 3                | [ 1 ] |
| 24 aprile    | 30 aprile    | Canzoni per me           | Vasco Rossi         | 3                     | 3                | [ 1 ] |
| 1º maggio    | 7 maggio     | Canzoni per me           | Vasco Rossi         | 3                     | 3                | [ 1 ] |
| 8 maggio     | 14 maggio    | Canzoni per me           | Vasco Rossi         | 3                     | 3                | [ 1 ] |
| 15 maggio    | 21 maggio    | Mina Celentano           | Mina & Celentano    | 9                     | 12               | [ 1 ] |
| 22 maggio    | 28 maggio    | Mina Celentano           | Mina & Celentano    | 9                     | 12               | [ 1 ] |
| 29 maggio    | 4 giugno     | Mina Celentano           | Mina & Celentano    | 9                     | 12               | [ 1 ] |
| 5 giugno     | 11 giugno    | Mina Celentano           | Mina & Celentano    | 9                     | 12               | [ 1 ] |
| 12 giugno    | 18 giugno    | Mina Celentano           | Mina & Celentano    | 9                     | 12               | [ 1 ] |
| 19 giugno    | 25 giugno    | Mina Celentano           | Mina & Celentano    | 9                     | 12               | [ 1 ] |
| 26 giugno    | 2 luglio     | Mina Celentano           | Mina & Celentano    | 9                     | 12               | [ 1 ] |
| 3 luglio     | 9 luglio     | Mina Celentano           | Mina & Celentano    | 9                     | 12               | [ 1 ] |
| 10 luglio    | 16 luglio    | Mina Celentano           | Mina & Celentano    | 9                     | 12               | [ 1 ] |
| 17 luglio    | 23 luglio    | Gli anni                 | 883                 | 6                     | 6                | [ 1 ] |
| 24 luglio    | 30 luglio    | Gli anni                 | 883                 | 6                     | 6                | [ 1 ] |
| 31 luglio    | 6 agosto     | Gli anni                 | 883                 | 6                     | 6                | [ 1 ] |
| 7 agosto     | 13 agosto    | Gli anni                 | 883                 | 6                     | 6                | [ 1 ] |
| 14 agosto    | 20 agosto    | Gli anni                 | 883                 | 6                     | 6                | [ 1 ] |
| 21 agosto    | 27 agosto    | Gli anni                 | 883                 | 6                     | 6                | [ 1 ] |
| 28 agosto    | 3 settembre  | Mina Celentano           | Mina & Celentano    | 3                     | 12               | [ 1 ] |
| 4 settembre  | 10 settembre | Mina Celentano           | Mina & Celentano    | 3                     | 12               | [ 1 ] |
| 11 settembre | 17 settembre | Mina Celentano           | Mina & Celentano    | 3                     | 12               | [ 1 ] |
| 18 settembre | 24 settembre | Pensieri, emozioni       | Lucio Battisti      | 1                     | 3                | [ 1 ] |
| 25 settembre | 1º ottobre   | Gommalacca               | Franco Battiato     | 1                     | 1                | [ 1 ] |
| 2 ottobre    | 8 ottobre    | Pensieri, emozioni       | Lucio Battisti      | 2                     | 3                | [ 1 ] |
| 9 ottobre    | 15 ottobre   | Pensieri, emozioni       | Lucio Battisti      | 2                     | 3                | [ 1 ] |
| 16 ottobre   | 22 ottobre   | La mia risposta          | Laura Pausini       | 1                     | 1                | [ 1 ] |
| 23 ottobre   | 29 ottobre   | Up                       | R.E.M.              | 1                     | 1                | [ 1 ] |
| 30 ottobre   | 5 novembre   | The Best of 1980-1990    | U2                  | 3                     | 3                | [ 1 ] |
| 6 novembre   | 12 novembre  | The Best of 1980-1990    | U2                  | 3                     | 3                | [ 1 ] |
| 13 novembre  | 19 novembre  | The Best of 1980-1990    | U2                  | 3                     | 3                | [ 1 ] |
| 20 novembre  | 26 novembre  | Blue Sugar               | Zucchero Fornaciari | 8                     | 8                | [ 1 ] |
| 27 novembre  | 3 dicembre   | Blue Sugar               | Zucchero Fornaciari | 8                     | 8                | [ 1 ] |
| 4 dicembre   | 10 dicembre  | Blue Sugar               | Zucchero Fornaciari | 8                     | 8                | [ 1 ] |
| 11 dicembre  | 17 dicembre  | Blue Sugar               | Zucchero Fornaciari | 8                     | 8                | [ 1 ] |
| 18 dicembre  | 24 dicembre  | Blue Sugar               | Zucchero Fornaciari | 8                     | 8                | [ 1 ] |
| 25 dicembre  | 31 dicembre  | Blue Sugar               | Zucchero Fornaciari | 8                     | 8                | [ 1 ] |

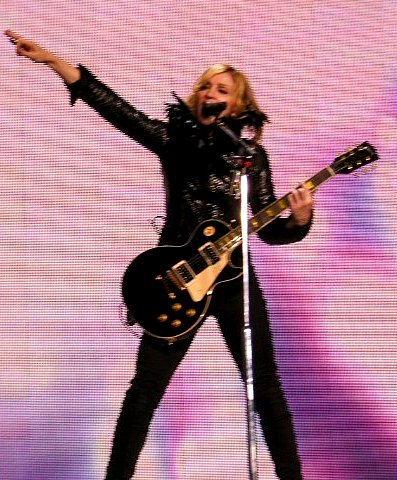
Madonna registra l'ennesima numero 1 nella classifica album italiana con Ray of Light, considerata dalla critica una delle sue opere migliori

Mina e Celentano nel 1967. Nel 1998, il loro album dominò la classifica italiana

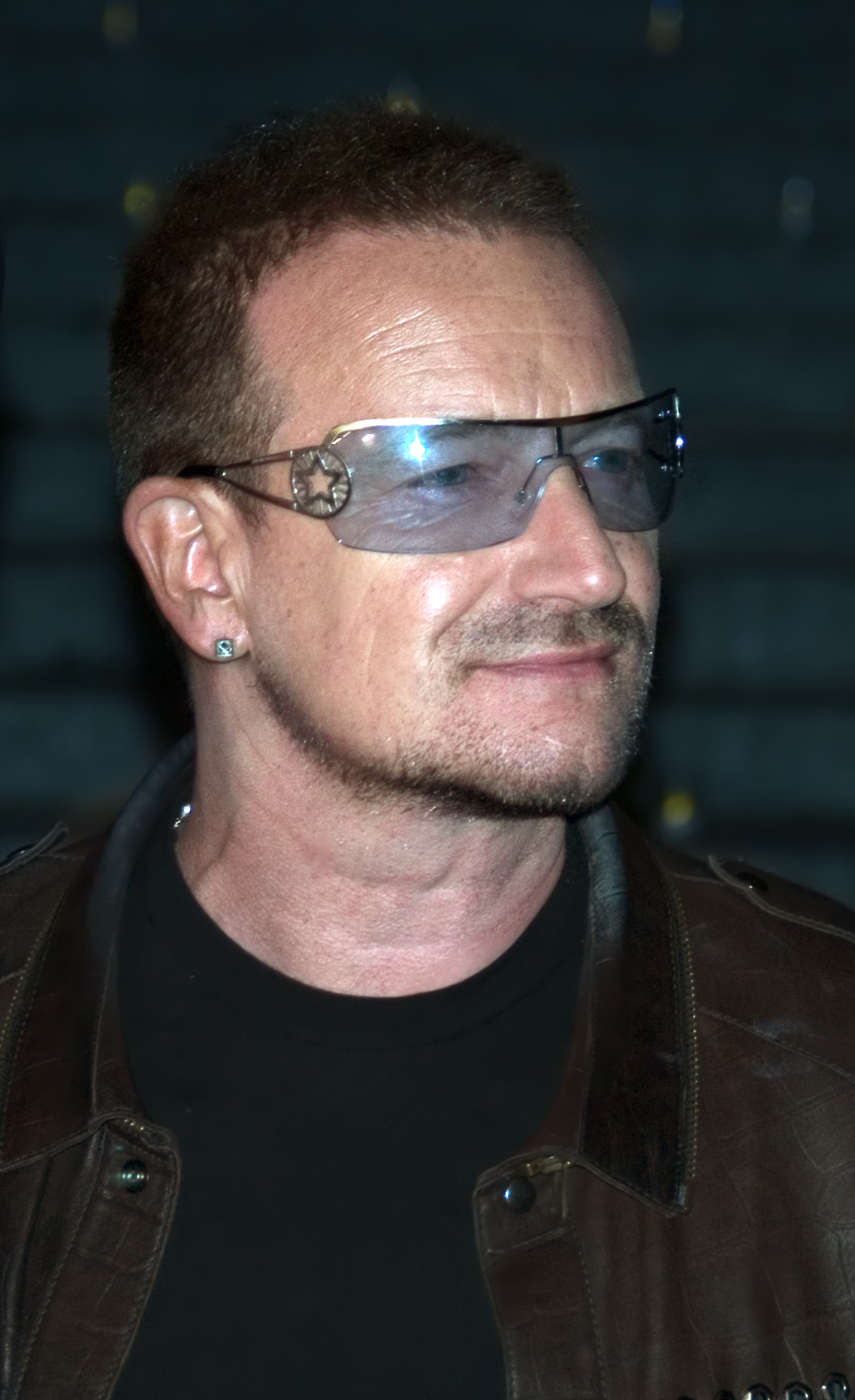
Bono degli U2, la cui prima raccolta, The Best of 1980-1990, raggiunse la posizione numero 1 in Italia

L'album che nel 1998 ha passato più tempo in cima alla classifica di vendita è Mina Celentano di Mina e Celentano (12 settimane non consecutive).